# Thanh Hóa
Thanh Hóa (escucharⓘ) es un ciudad en la provincia de Thanh Hóa, Vietnam. Está situada en el este de la provincia, cerca de la desembocadura del río Ma (Sông Mã), unos 150 km al sur de Hanói y 1560 km al norte de Ciudad Ho Chi Minh. Casi completamente destruida por los bombardeos de Estados Unidos durante la guerra de Vietnam, fue reconstruida desde entonces y se convirtió en una de las ciudades más pobladas de la Costa Central del Norte con una población aproximada de 400 000 habitantes. 